# Скрит модел на Марков
Вероятностни параметри на скрит модел на Марков (пример)

x – състояния

y – възможни наблюдения

a – вероятности на преходите между състоянията

b – изходни вероятности
Скритият модел на Марков (СММ) е статистически модел, при който системата, която е била моделирана, се приема да бъде Марков процес с неизвестни параметри и целта е да се определи скритият параметър от изследваните параметри. Извлечените параметри по модела могат после да бъдат използвани за по-нататъшни анализи. Всеки определен (наблюдаван) параметър е функция на вероятностите на дадено състояние. Всяко състояние може да се възпроизведе, което не позволява да се определи поредицата от състояния до наблюдение. С други думи поредицата от състояния не може да бъде наблюдавана и остава скрита. СММ може да бъде разглеждан като най-обикновена динамична мрежа на Бейс.
В общия модел на Марков, състоянието е директно видимо от наблюдателя и за това вероятните състояния на промяна са единствените параметри. В скрития модел на Марков, състоянието не е пряко видимо, но променливите са повлияни от състоянието са видими. Всяко състояние има вероятност да бъде разпределено върху възможните изходи признаци. За това редицата от признаци, създадена от СММ дава някаква информация за редицата от състояния.
Скритите модели на Марков са особено известни с приложенията си в разпознаването на глас, ръкопис, жестове, част от реч, музикална тема и др.